# トイトニア (小惑星)
トイトニア(1044 Teutonia)は、小惑星帯に位置する小惑星の1つである。ドイツのハイデルベルク天文台でカール・ラインムートによって発見された。